# Palacio de Cotroceni

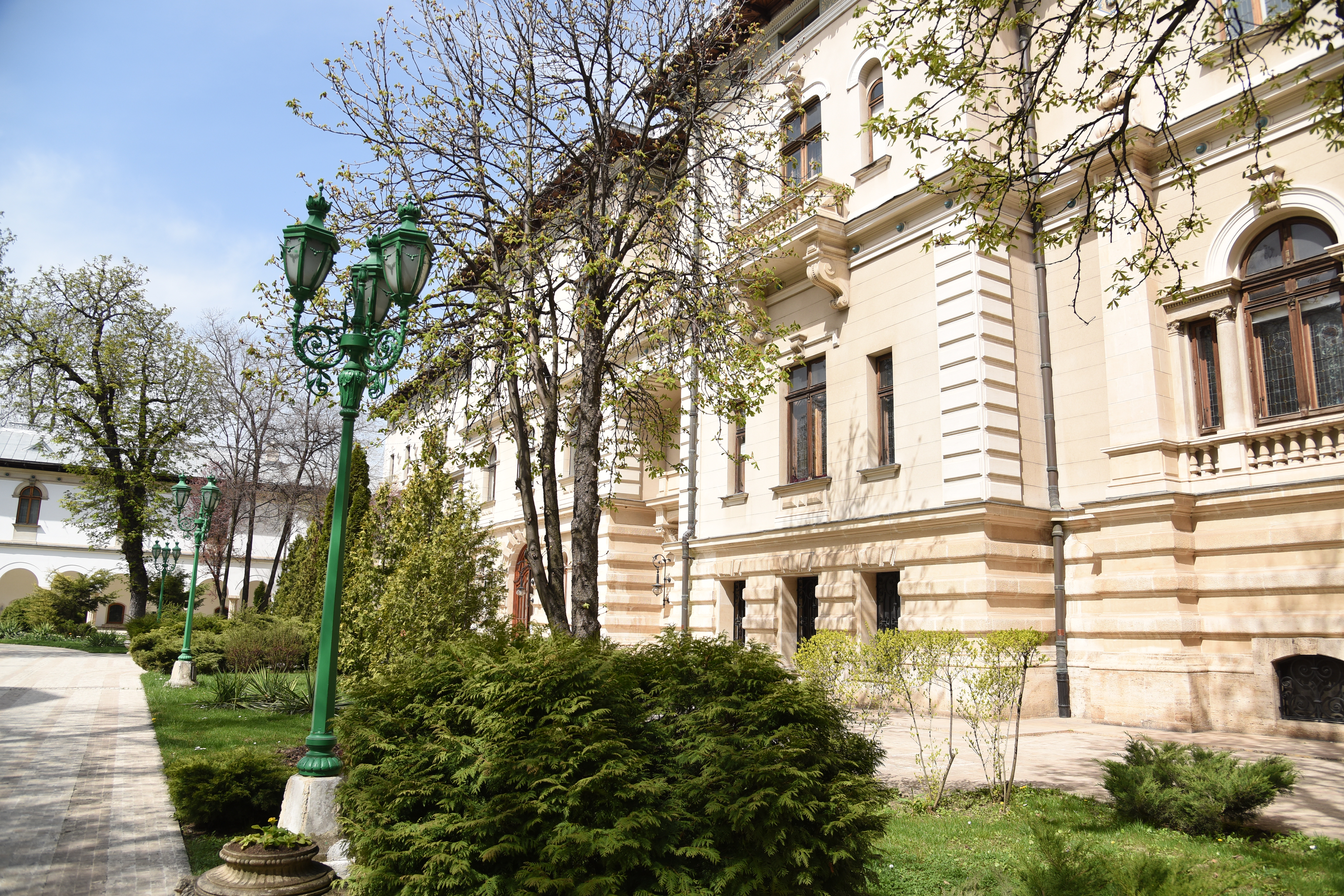
.

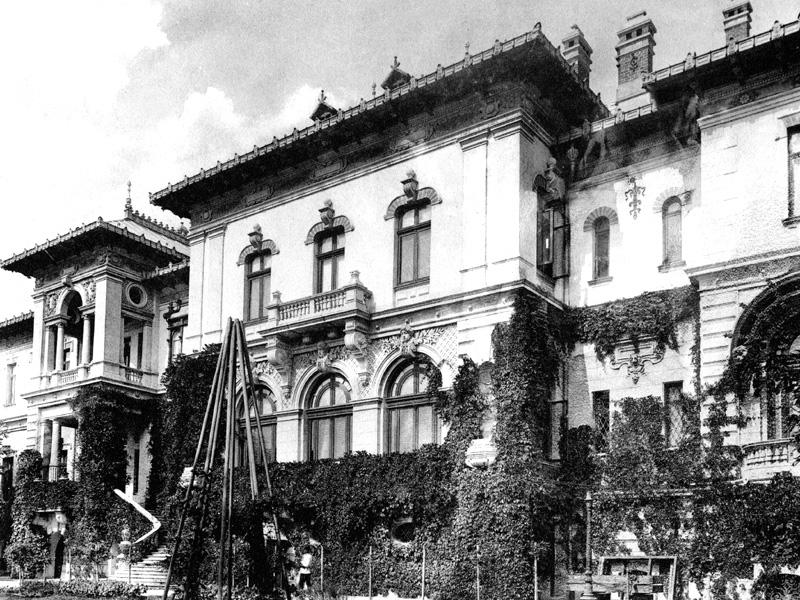
Fotografía de principios del del Palacio Cotroceni, tomada por el fotógrafo rumano Alexander Antoniu.

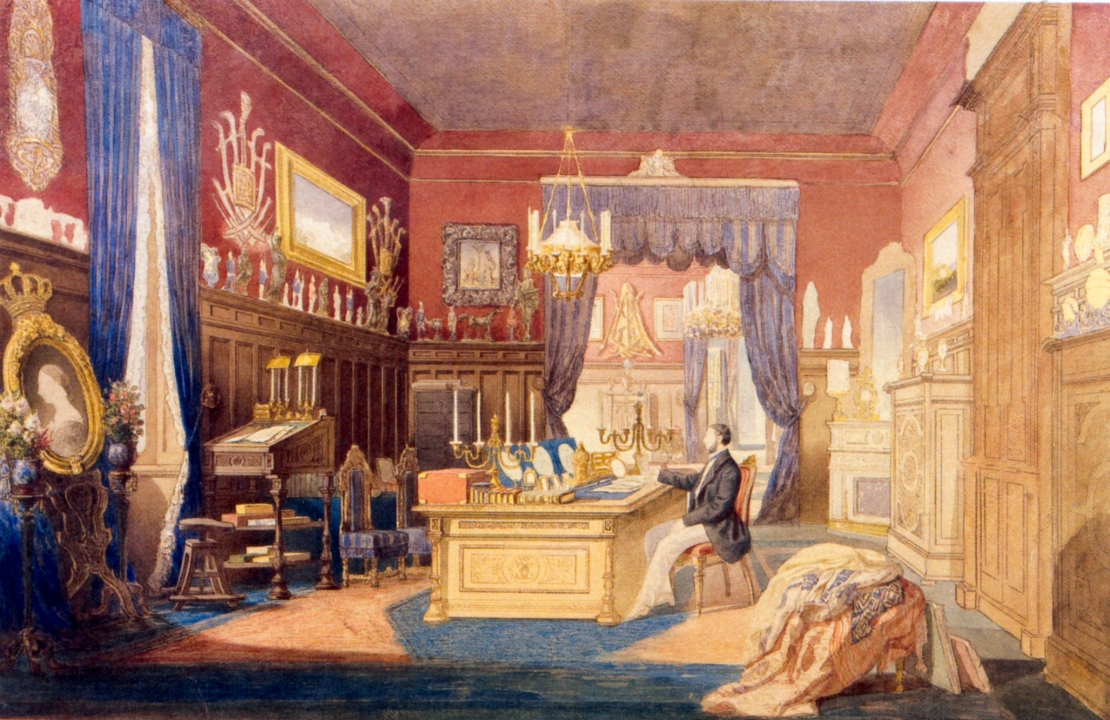
Pintura de Carlos I sentado en su escritorio.

El palacio de Cotroceni  es la residencia oficial del presidente de Rumanía. Se sitúa en el municipio de Bucarest, en Bulevardul Geniului, n.º 1. Una parte del palacio lleva abierta al público desde el 27 de diciembre de 1991 con la inauguración del Museo Nacional Cotroceni.

## Historia
En 1679 el príncipe Șerban Cantacuzino ordenó la construcción de un monasterio en la colina de Cotroceni. La iglesia y los edificios anexos fueron levantados durante los dos años siguientes. La obra de Șerban Cantacuzino fue continuada por el príncipe Constantin Brâncoveanu, quien a menudo reposaba en el monasterio. En 1862 el príncipe Alejandro Juan Cuza decidió convertir el monasterio de Cotroceni en residencia estival. 
Al inicio de su reinado, el rey Carlos I de Rumanía recibió como residencias estivales las antiguas casas señoriales de Cotroceni. Este príncipe decidió erigir en el recinto del monasterio un palacio que sirviese de residencia oficial en Bucarest a los herederos de la Corona. Los planos del edificio fueron realizados por el arquitecto Paul Gottereau en estilo veneciano clásico. En mayo de 1883 el Gobierno recibió un crédito de 1 700 000 lei destinado a la demolición de las antiguas casas señoriales y a la construcción del palacio de Cotroceni, que comenzó en el año 1888. Más tarde, el arquitecto rumano Grigore Cerchez modificó el ala norte al estilo nacional romántico, añadiendo una amplia sala con una terraza superpuesta y dos logias con columnas, siendo una de ellas la réplica de la logia del monasterio de Hurezi. La princesa María y el príncipe Fernando se trasladaron a Cotroceni en marzo de 1896.
Durante los años 1949-1976 el palacio de Cotroceni se convirtió en el Palacio de los Pioneros (Palatul Pionerilor). Tras resultar dañado en un terremoto producido en 1977, se vio sometido a unas labores de restauración que duraron aproximadamente diez años y fueron dirigidas por el arquitecto Nicolae Vlădescu.
En 1984, bajo la orden del presidente Nicolae Ceaușescu, se demolió la iglesia del monasterio que Șerban Cantacuzino había edificado.
Tras la revolución rumana de 1989, el palacio de Cotroceni pasó a ser la residencia oficial del presidente de Rumanía.

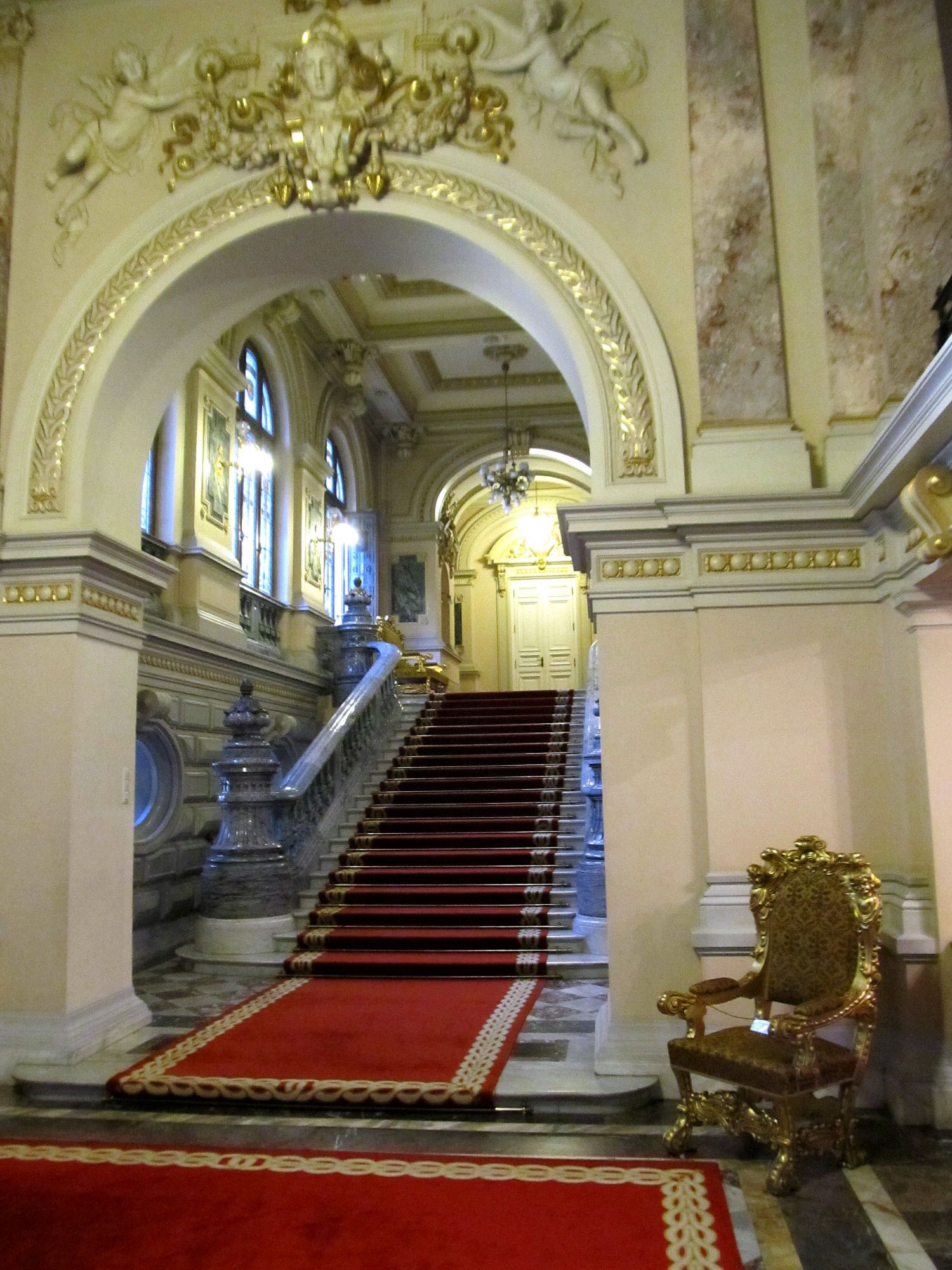
Museo Cotroceni.

## Jornadas de puertas abiertas
Durante las jornadas de puertas abiertas el palacio presidencial se abre a las visitas del público. Los presidentes Ion Iliescu y Emil Constantinescu acostumbraban a abrirlo con ocasión de sus cumpleaños y onomásticas. El presidente Traian Băsescu lo abrió por primera vez el 18 de mayo de 2008 al cumplirse un año de la celebración del referéndum que confirmó su cargo. En esa ocasión el palacio fue visitado por 20 000 personas.

## Museo Cotroceni
Desde el año 1991 la parte antigua del palacio se abrió al público, convirtiéndose en el Museo Cotroceni. En 2009, tras arduos trabajos de restauración, la iglesia de Cotroceni pasó también a formar parte del museo.

## Galería fotográfica

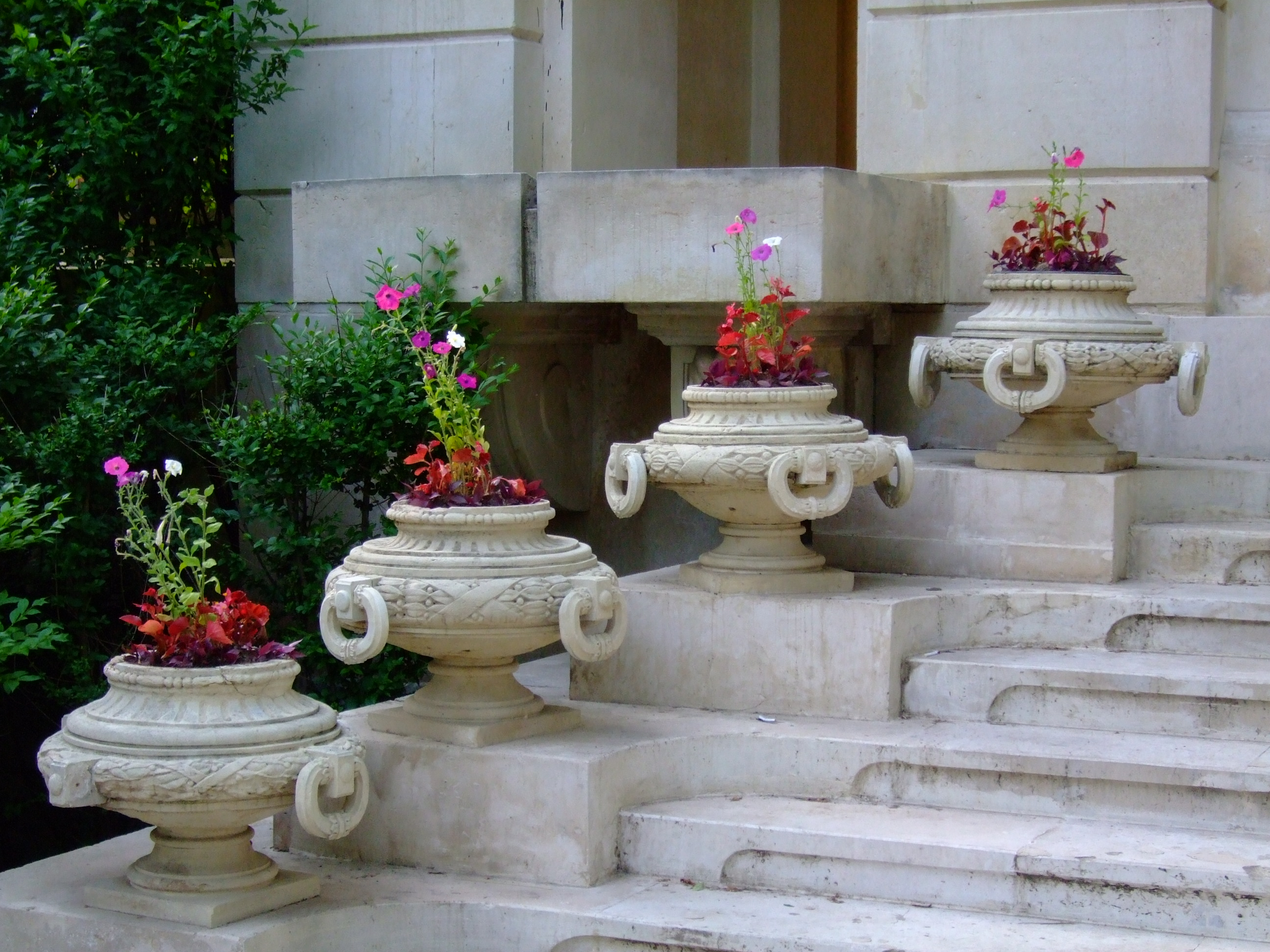
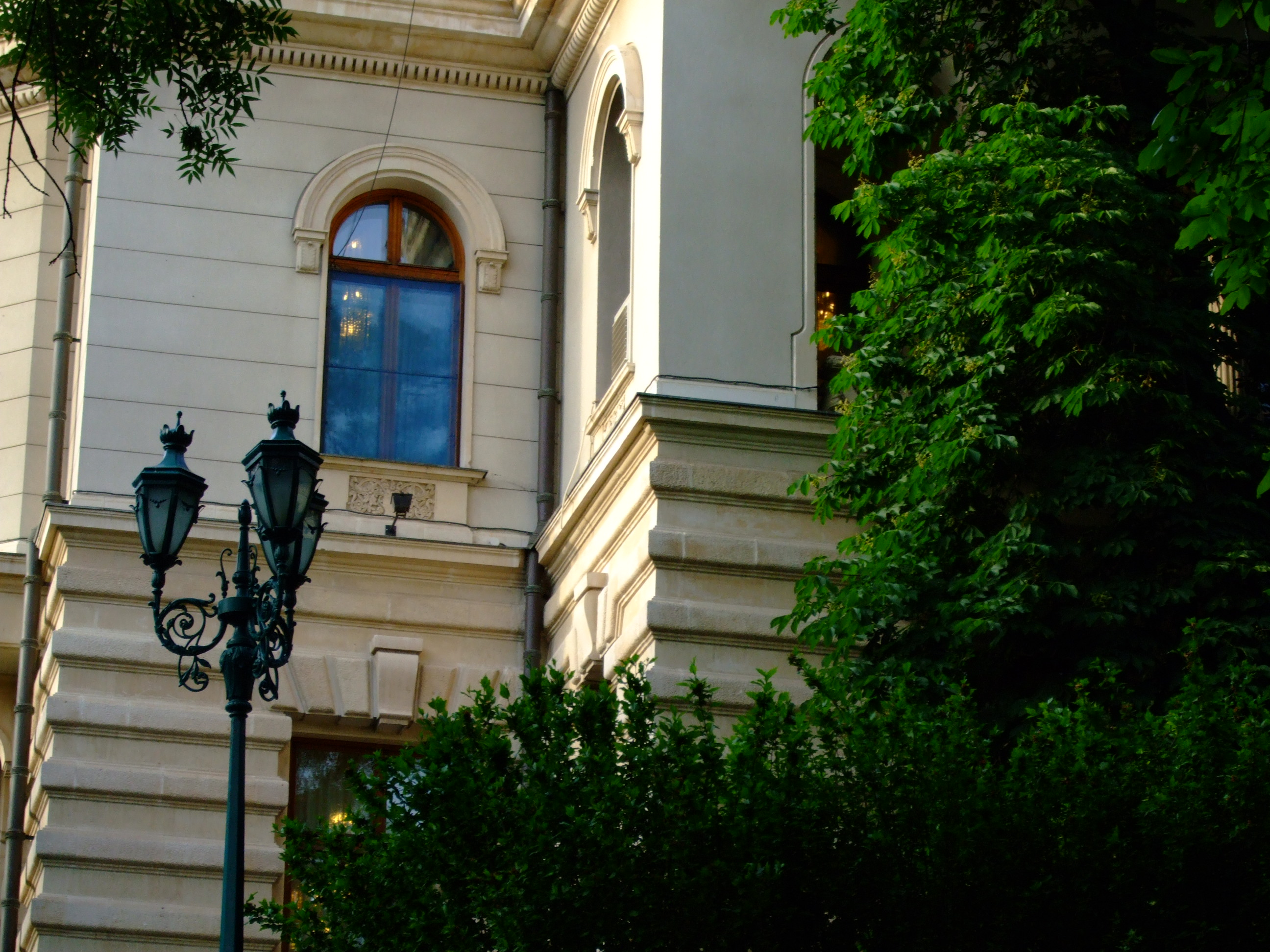
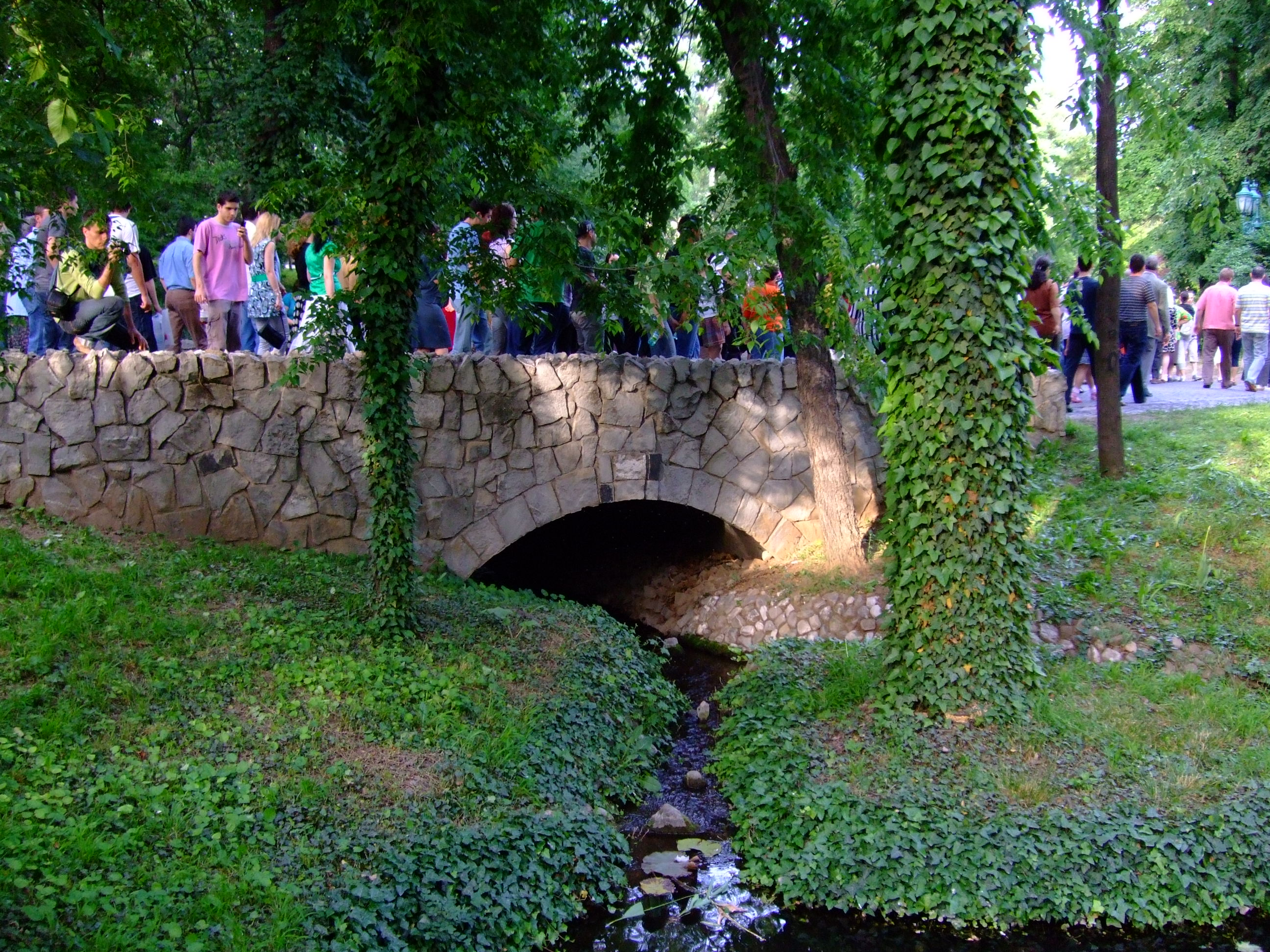
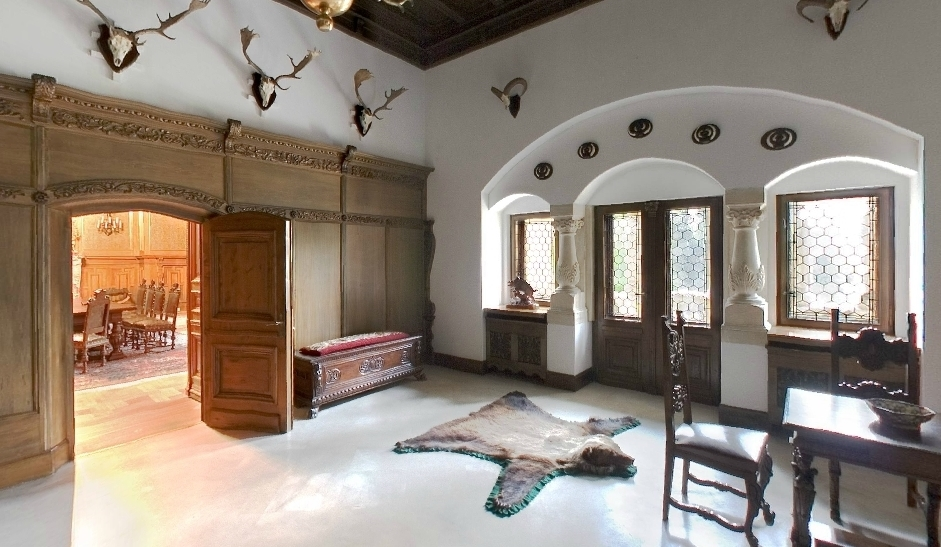
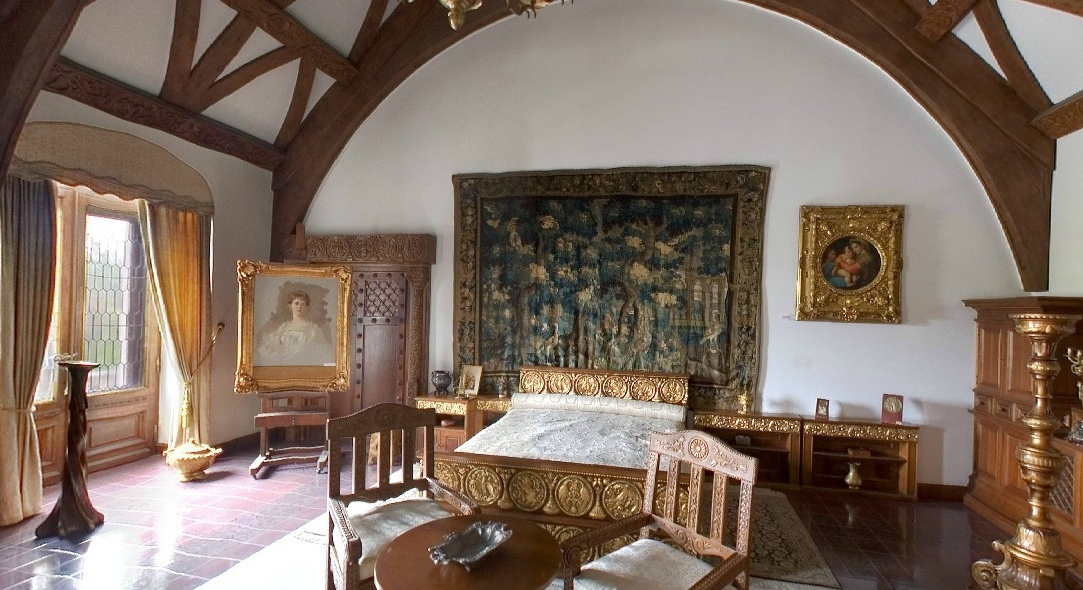
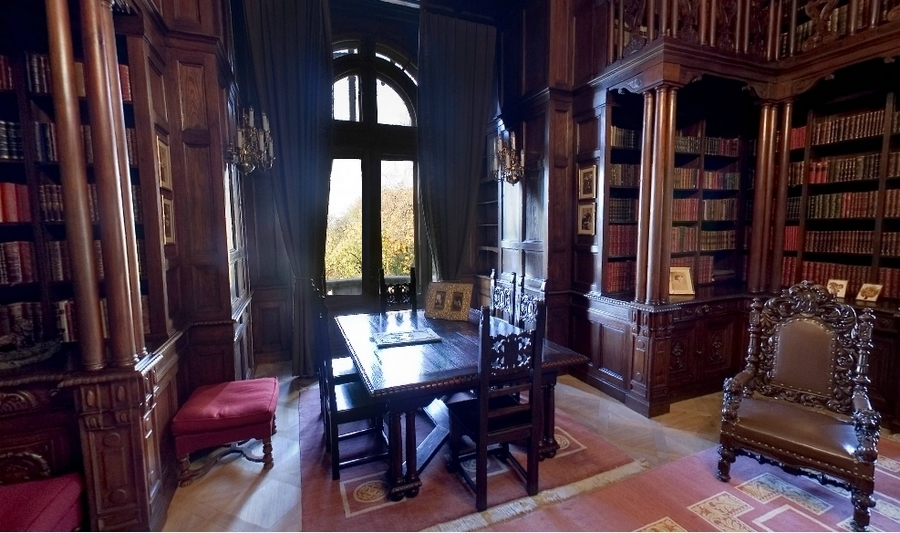
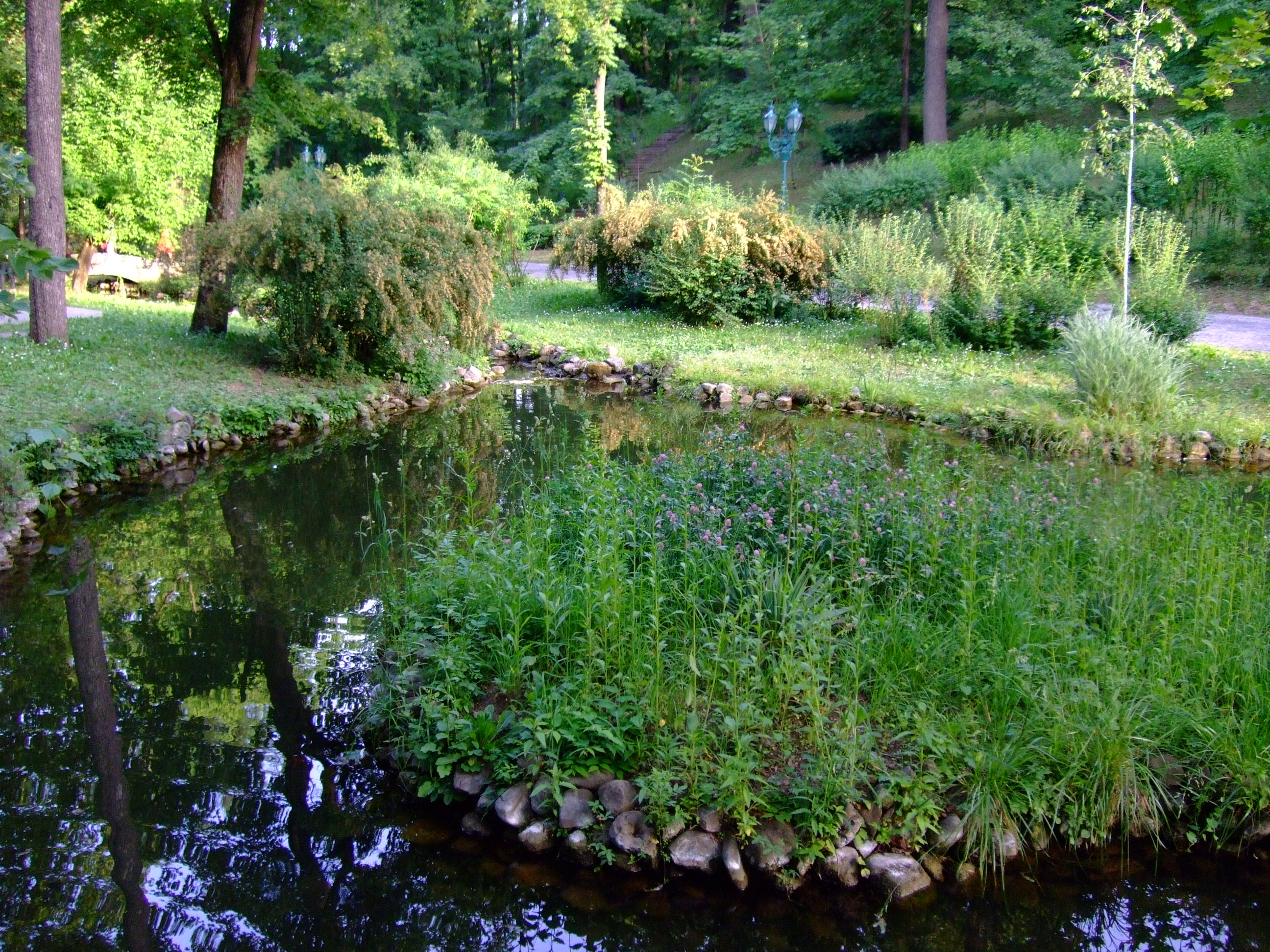